# Schimperobryum splendidissimum
Schimperobryum splendidissimum là một loài Rêu trong họ Hookeriaceae. Loài này được (Mont.) Margad. mô tả khoa học đầu tiên năm 1959.